# Maria Luísa Teresa da Baviera
Maria Luísa Teresa Princesa de Baviera (Lindau, 6 de julho de 1872 - Lindau, 10 de junho de 1954) foi filha do último rei da Baviera, Luís III, e da sua esposa, Maria Teresa da Áustria-Este. Seu marido, o príncipe Fernando Pio, Duque da Calábria, se converteu em chefe da Casa de Bourbon-Duas Sicílias em 26 de maio de 1934, isso fez de Maria Luísa Teresa rainha consorte titular das Duas Sicílias.

## Casamento e filhos
Maria Luísa Teresa casou-se com o príncipe Fernando Pio, Duque da Calábria, filhos mais velho do príncipe Afonso, Conde de Caserta e da sua esposa a princesa Maria Antonieta das Duas Sicílias, em 31 de maio de 1897 em Munique. Desta união nasceram:
- Maria Antonieta (1898–1957);
- Maria Cristina (1899–1985), casou-se em 1948 com Dom Manuél de Sotomayor y Luna, Vice-presidente do Equador;
- Rogério Maria, Duque de Noto (1901–1914);
- Bárbara (1902–1927), casou-se em 1922 com o conde Franz Xaver zu Stolberg-Wernigerode;
- Lúcia (1908–2001), casou-se em 1938 com o príncipe Eugênio, Duque de Gênova filho do príncipe Tomás, Duque de Gênova;
- Urraca (1913–1999).